# Saxmen
Saxmen é o terceiro álbum de David Murray lançado pelo selo Red Baron em 1993 e conta com a participação de: Murray, John Hicks, Ray Drummond e Andrew Cyrille.

## Recepção
A crítica do Allmusic, de Scott Yanow, conferiu ao álbum duas estrelas. Ele afirmou que "A seção rítmica (pianista, baixista e baterista) ignoram as improvisações do sax tenor, tornando esta uma das gravações mais esquecíveis de David Murray."

## Faixas
1. "Lester Leaps In" (Young) 8:25
2. "St. Thomas" (Rollins) - 9:11
3. "Billie's Bounce" (Parker) 8:45
4. "Bright Mississippi" (Monk) - 7:52
5. "Broadway" (Bird, McRae, Woode) - 6:09
6. "Central Park West" (Coltrane) - 12:21

## Músicos
- David Murray - sax tenor
- John Hicks - piano
- Ray Drummond- baixo
- Andrew Cyrille - bateria